# Heroica Matamoros
Matamoros, offiziell Heroica Matamoros, ist eine Stadt im Norden des mexikanischen Bundesstaates Tamaulipas. Sie hatte laut Zensus 2010 449.815 Einwohner. Die Stadt liegt am Rio Grande gegenüber von Brownsville, Texas. Sie ist etwa 1000 Kilometer von Mexiko-Stadt und 571 Kilometer von Houston entfernt. Sie wurde nach Mariano Matamoros benannt. Heroica Matamoros ist Verwaltungssitz des Municipio Matamoros.

## Geschichte
Die ersten Siedler der Region waren amerikanische Ureinwohner. 1519, als Capitán Alonso eine Expedition in der Region machte, taufte er die Stadt Rio de Las Palmas. 1826 erließ der Gouverneur Lucas Fernandez ein Dekret zur Umbenennung der Stadt in Matamoros, zu Ehren von Mariano Matamoros, einem Helden des Mexikanischen Unabhängigkeitskriegs, an der er zusammen mit José María Morelos teilnahm. Während der Texanischen Revolution (1836) war Matamoros für viele mexikanische Soldaten die Festung gegen die Angriffe der Rebellen.
Matamoros war ein wichtiger historischer Ort während der Mexikanischen Revolution, des Mexikanisch-Amerikanischen Krieges, des Amerikanischen Bürgerkriegs, und der Französischen Intervention in Mexiko, die der Stadt letztlich den Titel „Unbesiegt, loyal und heldenhaft“ einbrachten. Die Mexikanische Nationalhymne wurde zum ersten Mal öffentlich in einem Opernhaus gespielt, dem Teatro de la Reforma.
Im Dezember 2004 fiel in Matamoros zum ersten Mal Schnee seit 1895. Am 5. November 2010 wurde in Matamoros ein Anführer des Golf-Kartells, Ezequiel Cárdenas Guillén, bei einem sechsstündigen Gefecht mit Soldaten erschossen. Während der Schießerei schloss die Stadt die drei Grenzübergänge zum texanischen Brownsville und es starben vier Mitglieder des Golf-Kartells, vier Soldaten und ein Reporter der Lokalzeitung Express.

## Söhne und Töchter der Stadt
- Juana Josefina Cavasos Barnard (1824–1906), mexikanisch-amerikanische Pionierien, Gefangene der Comanchen und Sklavenhalterin
- Norberto Treviño Zapata (1911–1998), Politiker
- Rigo Tovar (1946–2005), Sänger und Komponist
- Carlos de los Cobos (* 1958), Fußballspieler und -trainer
- Margarito Salazar Cárdenas (* 1958), Bischof von Matehuala
- Cristina Rivera Garza (* 1964), Schriftstellerin
- Osiel Cárdenas Guillén (* 1967), Drogenhändler